# Влодзімірський Лев Омелянович
Влодзімірський Лев Омелянович (Емільович) (10 (23) січня 1905 або 1903 , Барнаул, Томська губернія  — 23 грудня 1953 , Москва ) — діяч радянських органів держбезпеки, генерал-лейтенант (9.7.1945), у зв'язку зі злочинною діяльністю в 1953 році позбавлений звання і нагород.

## Біографія
Поляк, син підосавула. C 1928 на роботі в органах ОГПУ. Член ВКП (б) з 1931 року.
12 травня 1943 очолив слідчу частину з особливо важливих справ НКДБ (МДБ) СРСР.
18 березня 1953 був призначений начальником слідчої частини з особливо важливих справ МВС СРСР.
Один з найбільш одіозних слідчих НКВС, які широко застосовували методи фізичного впливу і прямі вбивства (посла в Китаї Бовкуна та ін.). Практично всі справи стосовно партійного, військового та господарського керівництва йшли через Влодзімірського.
Влітку 1953 заарештований як «член банди Берії». Разом з Л. П. Берією та іншими засуджений Спеціальною судовою присутністю Верховного Суду СРСР до розстрілу 23 грудня 1953. У той же день розстріляний. Не реабілітований.